# Sochi Autodrom
Sochi Autodrom er et motorsportsanlæg beliggende i Sotji, ved Sortehavet i Krasnodar kraj, Rusland. Siden åbningen i 2014, er det russiske grand prix i Formel 1-serien blevet kørt her.

## Historie
I oktober 2011 bevilgede Ruslands regering 195,4 millioner amerikanske dollar til opførsel af banen. Dette skete efter at Formel 1-præsident Bernie Ecclestone og Rusland, havde underskrevet en syvårig kontrakt, om et årligt Formel 1 Grand Prix i byen, gældende fra 2014-sæsonen
Den tyske banearkitekt Hermann Tilke lavede banens design, som skulle gå rundt om det olympiske anlæg, der var under opførsel forud for Vinter-OL 2014. En betingelse for byggeriet var, at Den Internationale Olympiske Komité (IOC) kunne udsætte det første løb til 2015, hvis byggeriet ville genere de Olympiske Lege. Dette blev ikke tilfældet, og 12. oktober 2014 blev det første Formel 1-løb afgjort i Sotji. Hele anlægget blev indviet 21. september samme år.

## Vindere af Formel 1 på Sochi Autodrom
| År   | Vinder          | Konstruktør | Dæk | Tid           | Banelængde | Runder | Fart         | Dato        |
| ---- | --------------- | ----------- | --- | ------------- | ---------- | ------ | ------------ | ----------- |
| 2014 | Lewis Hamilton  | Mercedes    | P   | 1:31:50,744 t | 5,848 km   | 53     | 202,347 km/t | 12. oktober |
| 2015 | Lewis Hamilton  | Mercedes    | P   | 1:37:11,024 t | 5,848 km   | 53     | 191,233 km/t | 11. oktober |
| 2016 | Nico Rosberg    | Mercedes    | P   | 1:32:41,997 t | 5,848 km   | 53     | 200,487 km/t | 1. maj      |
| 2017 | Valtteri Bottas | Mercedes    | P   | 1:28:08,743 t | 5,848 km   | 52     | 206,860 km/t | 30. april   |